# Claude Lefebvre (Komponist)
Claude Lefebvre (* 11. November 1931 in Ardres im Département Pas-de-Calais; † 2. Mai 2012) war ein französischer Komponist und Dichter.

## Leben
Lefebvre studierte Komposition bei Darius Milhaud am Conservatoire de Paris und anschließend bei Pierre Boulez an der Musik-Akademie der Stadt Basel. 1966 wurde er Professor für Analyse und Komposition am Konservatorium in Metz und unterrichtete gleichfalls an der Universität Metz.
Er war Initiator und künstlerischer Leiter des 1972 gegründeten Metzer Centre européen pour la recherche musicale und Leiter des Festivals Rencontres européennes de musique contemporaine in Metz.
1980 erhielt er den Grand prix de la SACEM für Kammermusik und 1985 wurde er mit dem Chevalier des Arts et Lettres ausgezeichnet. Lefebvre war verheiratet und hatte zwei Töchter.